# Mengkenang
Mengkenang is een bestuurslaag in het regentschap Lahat van de provincie Zuid-Sumatra, Indonesië. Mengkenang telt 1321 inwoners (volkstelling 2010).